# Närkeslagen
Närkeslagen är en numera försvunnen landskapslag, gällande för Närke.
Om Närkeslagen vet man inte mycket mer än att den existerat, eftersom medeltida textkällor hänvisar till Närkeslagen. Man vet också genom dessa källor att den i likhet med de andra landskapslagarna nedtecknats, och alltså inte bara förekommit i muntlig form.
I en kunglig lagtext från den 6 maj 1330 hänvisas till Närkeslagen.[källa behövs] Med detta som vägledning, är det troligt att nedtecknandet av lagen skedde c:a 1280-1320.